# Forgive and Forget
Forgive and Forget (tj. Odpustit a zapomenout) je britský hraný film z roku 2000, který režíroval Aisling Walsh. Film zachycuje pocity mladého muže, který je zamilovaný do svého kamaráda.

## Děj
Štukatér David O'Neil a student Theo jsou nejlepšími kamarády už od dětství. Jejich přátelský vztah se však změní, když se Theo rozhodne bydlet se svou dlouhodobou přítelkyní Hannah. Netuší, že David je do něj zamilovaný a na Hannah žárlí. David začne intrikovat a pomocí série drobných lží a polopravd se mu podaří znejistit Hannah ohledně Theovy věrnosti a ta se s ním rozejde. David sice dosáhne svého, ovšem netuší, jak má nyní Theovi říct o své dlouho skrývané homosexualitě a svých citech vůči němu. David často sleduje televizní talk-show moderátorky Judithy Adamsové zvanou Forgive and Forget stojící na formátu Pošty pro tebe. Rozhodne se Thea pozvat do pořadu a veřejně mu sdělit pravdu a to, že je do něj už mnoho let zamilovaný. Theo je šokován, stejně jako Davidovi rodiče a známí. Pro Davida má jeho coming out fatální následky.

## Obsazení
| John Simm           | Theo           |
| Steve John Shepherd | David O'Neil   |
| Laura Fraser        | Hannah         |
| Maurice Roëves      | Michael O'Neil |
| Ger Ryan            | Ruth O'Neil    |
| Meera Syal          | Judith Adams   |
| Stephen Graham      | John           |
| Roger Griffiths     | Carlton        |
| Huggy Leaver        | Paul           |
| Charles De'Ath      | Alex           |
| Isabella Marsh      | Gabby          |
| Jonathan Slinger    | Carl           |
| Nikki Amuka-Bird    | Nicky          |
| Annette Bentley     | Michelle       |
| June Page           | Carol          |